# Cypselea humifusa
Cypselea humifusa är en isörtsväxtart som beskrevs av Turp.. Cypselea humifusa ingår i släktet Cypselea, och familjen isörtsväxter. Inga underarter finns listade i Catalogue of Life.